# Deflategate

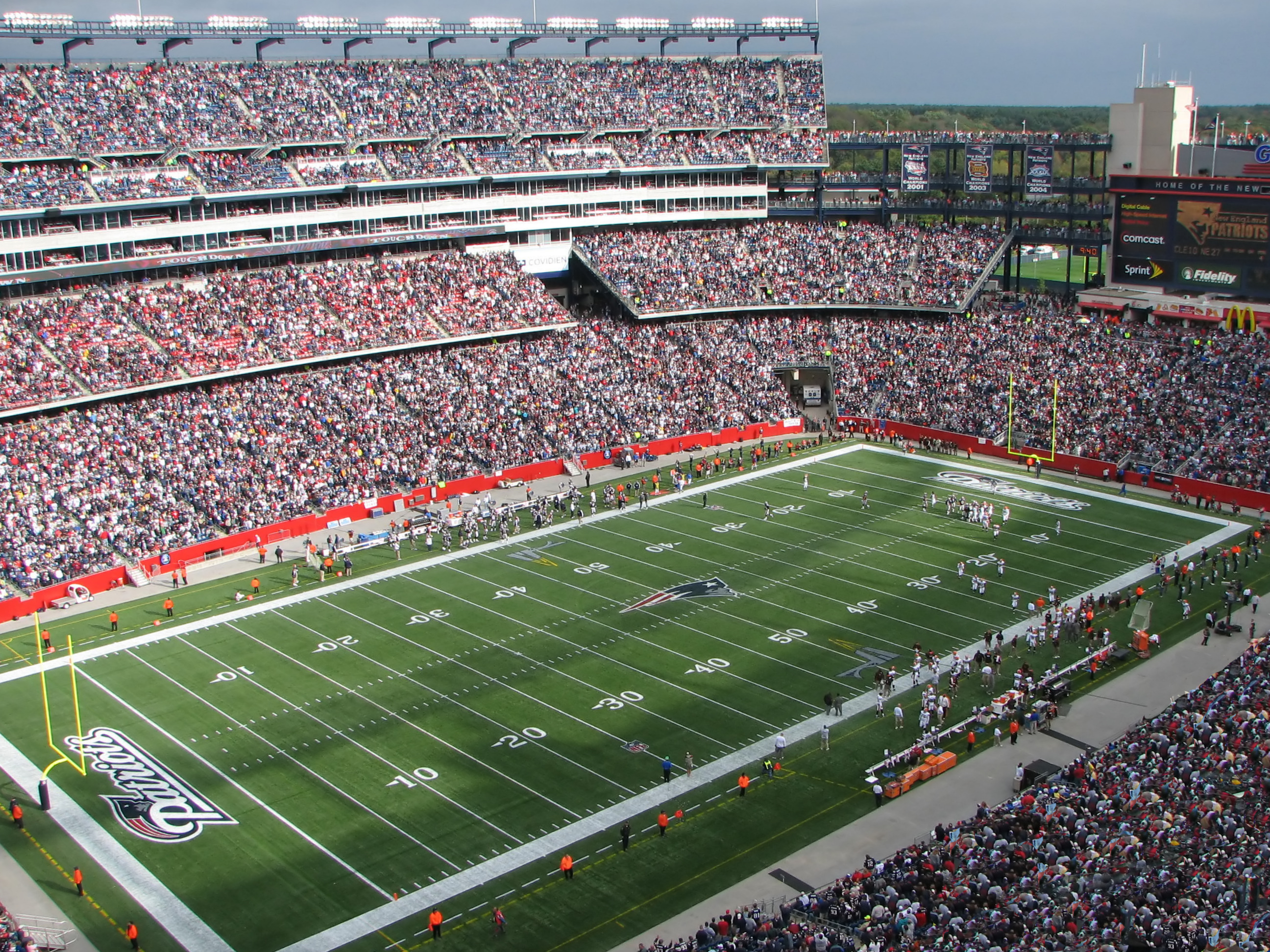
Stade Gillette, lieu de la rencontre des deux équipes de football américain.

Le Deflategate est un scandale impliquant la franchise de football américain des Patriots de la Nouvelle-Angleterre, qui est suspectée par la National Football League (NFL) d'avoir volontairement dégonflé les ballons de la finale de la conférence AFC entre les Patriots et les Colts d'Indianapolis afin d'avantager leur quarterback Tom Brady. Cette rencontre s'est déroulée au Gillette Stadium le 18 janvier 2015. 
Au bout de trois mois d'enquête indépendante, le rapport Wells est publié et conclut que  « Tom Brady était au minimum au courant, de manière générale, des activités inappropriées de McNally et Jastremski ». La ligue conclut que des employés de la franchise des Patriots, Jim McNally et John Jastremski, ont dégonflé onze des douze ballons de la rencontre afin d'aider Tom Brady. Après avoir reçu les conclusions du rapport Wells, la NFL choisit d'infliger au joueur une suspension de quatre matchs et à la franchise une sanction financière et sportive . 
Après que le commissaire de la NFL, Roger Goodell confirme la décision en appel interne, le dossier devient une affaire fédérale. Le 3 septembre 2015, le juge fédéral de New York Richard Berman annule la suspension de Tom Brady du fait du manque de preuves. La ligue fait appel de cette décision et le deuxième procès est reporté après la fin de la saison 2015. À l'issue de ce procès, le quarterback Tom Brady est finalement suspendu pour les quatre premiers matchs de la saison 2016.
Dès sa révélation, le Deflategate connait une couverture médiatique exceptionnelle. Sous les projecteurs entre la finale de conférence et le Super Bowl, les Patriots sont au cœur des débats pendant plus de deux semaines. À chaque rebond dans l'affaire, le Deflategate fait la une des chaînes sportives américaines. 
Au-delà de fin de la saison 2014, le Deflategate continue d'être discuté jusqu'au Super Bowl LI remporté par les Patriots. Avec le Spygate, ce scandale touche l'héritage sportif de Bill Belichick et Tom Brady qualifiés de « tricheurs » par leurs détracteurs. À la suite de cette affaire, la NFL modifie les règles liées au contrôle des ballons avant une rencontre de la ligue.

## Contexte de l'affaire

### Historique des règles
Les règles officielles de la National Football League (NFL) requièrent que les ballons de football de la ligue soient gonflés à une pression comprise entre 12,5 et 13,5 livre-force par pouce carré ou entre 86 et 93 kilopascal. Les règles ne stipulent pas la température à laquelle les mesures de pression doivent être réalisées. 
Avant la saison 2006, l'habitude en NFL était que l'équipe à domicile fournissait tous les ballons de la rencontre. Les règles ont été modifiées en 2006 afin que chaque équipe utilise ses propres ballons en attaque. Les équipes tiennent alors rarement en main les ballons de l'adversaire, si ce n'est sur les actions de pertes de ballons de l'attaque. Les quarterbacks Tom Brady et Peyton Manning ont poussé pour le changement de la règle.

### La rencontre de finale de conférence AFC
Match suivant
La finale de la conférence de l'American Football Conference (AFC) de la saison 2014 est jouée le 18 janvier 2015 au Gillette Stadium de Foxborough, Massachusetts. Sous une intense pluie, une forte humidité et une température avoisinant les 10 degrés, les Patriots de la Nouvelle-Angleterre accueillent sur leur terrain les Colts d'Indianapolis afin d'obtenir une place au Super Bowl XLIX le 1er février. 
Les Patriots prennent l'avantage en début de rencontre par la puissance de leur coureur LeGarrette Blount qui inscrit le premier touchdown de la partie. Peu aidé par ses receveurs, Andrew Luck enchaîne les passes ratées. Brady, au contraire, trouve James Develin pour le second touchdown du match. D'Qwell Jackson intercepte Tom Brady et les Colts transforment l'erreur en points avec un touchdown à la course de Zurlon Tipton. À la mi-temps, les Patriots mènent au score 17 à 7. 
Après la mi-temps, les Patriots augmentent leur domination. Tom Brady trouve Nate Solder, exceptionnellement éligible, pour son premier touchdown, puis Rob Gronkowski. En face, les Colts et Luck n'y arrivent pas offensivement et réalisent l'une de leurs plus mauvaises performances de la saison. À la suite d'une interception de Darrelle Revis, Blount marque de nouveau. Les Pats ont inscrit 28 points sans réponse en seconde mi-temps pour s'assurer une large victoire sur le score de 45 à 7. Ce succès est le 50e de la rivalité entre les Colts et les Patriots.

## Affaire Deflategate

### Origines de l'enquête
Avant la rencontre, les Colts d'Indianapolis ont notifié la NFL qu'ils suspectent les Patriots de la Nouvelle-Angleterre de sous-gonfler volontairement les ballons, sans fournir d'informations supplémentaires. Pendant la première mi-temps de la rencontre, le quarterback Tom Brady est intercepté par le linebacker des Colts D'Qwell Jackson. Après l'action, Jackson remet le ballon au responsable de l'équipement des Colts afin de la garder en souvenir. Ce dernier mesure alors la pression de la balle et notifie à la NFL que le niveau de pression des ballons des Patriots pose problème. Après la rencontre, Jackson indique qu'il n'a pas fait attention au gonflage du ballon après son interception. 
À la mi-temps de la rencontre, les officiels de la National Football League inspectent les ballons. Ceux-ci sont jugés sous-gonflés et les officiels y ajoutent de la pression à la mi-temps afin de répondre aux standards de la NFL. Ils sont de nouveau utilisés en deuxième mi-temps, sans que cela soulève des problèmes de pression. 
Si dans un premier temps, il est fait état de 11 des 12 ballons des Patriots ayant une pression inférieure de deux livre-force par pouce carré par rapport à la règle, seul un ballon était autant dégonflé. Les dix autres ballons n'étaient que très légèrement dégonflés par rapport au minimum de pression autorisé. 
Le 22 janvier, en conférences de presse, Bill Belichick annonce que « la National Football League enquête cette situation. Nous avons coopéré totalement, rapidement et complètement à toutes les demandes qui nous ont été faites ; nous continuerons d'être totalement coopératifs de toutes les manières possibles. Je n'ai aucune idée de ce qu'il s'est passé » et Tom Brady exprime qu'il « ne ferait rien pour enfreindre les règles ».

### Rapport Wells
Le 23 janvier 2015, la National Football League demande les services de l'avocat new-yorkais Ted Wells afin de sortir par le haut du Deflategate. Wells a précédemment travaillé pour la NFL sur un scandale des Dolphins de Miami. Dans un communiqué de presse, la ligue indique que l'enquête sera « minutieuse et objective » et menée avec le vice-président exécutif de la ligue Jeff Pash. 
Après quatre mois d'enquête, la NFL publie le 6 mai 2015 un rapport d'investigation de 243 pages. Connu comme le rapport Wells, le document conclut qu'il est « plus probable que non » sur l'équipe des Patriots ait volontairement enfreint les règles. La conclusion du rapport de Ted Wells est que « Tom Brady était au minimum au courant, de manière générale, des activités inappropriées de McNally et Jastremski ».
Le rapport indique que Jim McNally, intendant du vestiaire des Patriots, a pris deux sacs de ballons du vestiaire des arbitres avant le début de la rencontre sans la permission de l'arbitre Walt Anderson. Ce dernier a indiqué aux enquêteurs que cela n'était jamais arrivé auparavant dans sa carrière. Une vidéo d'avant match montre McNally se dirigeant vers une salle de bains avec les ballons dans laquelle il reste pendant 1 minute et 40 secondes, puis il se dirige vers le terrain avec les deux sacs. Dans son entretien avec les enquêteurs, McNally a indiqué s'être directement rendu sur le terrain avec les ballons. 
Le rapport d'enquête blanchit tous les autres joueurs et tous les entraîneurs des Patriots de la Nouvelle-Angleterre, à commencer par l'entraîneur principal Bill Belichick, le propriétaire de la franchise Robert Kraft et le directeur des équipements de l'équipe Dave Schoenfeld.

### Sanctions de la NFL
Le 11 mai 2015, la National Football League conclut que des employés de la franchise des Patriots de la Nouvelle-Angleterre, Jim McNally et John Jastremski, ont dégonflé onze des douze ballons de la rencontre afin d'aider Tom Brady. La ligue annonce que Brady est suspendu quatre rencontres sans salaire au début de la saison à venir pour son implication dans le Deflategate,, à partir des « importantes et crédibles preuves » indiquant que Brady savait que les employés des Patriots avaient volontairement sous-gonflé les ballons et pour son manque de coopération dans l'enquête. 
Les Patriots de la Nouvelle-Angleterre sont punis à hauteur d'une amende d'un million de dollars, de l'abandon de leur premier tour de draft de l'année 2016 et de leur quatrième tour de draft en 2017. Les Patriots suspendent Jim McNally et John Jastremski indéfiniment le 6 mai, la NFL indiquant que les deux employés ne pourraient pas être recrutés de nouveau par les Patriots sans l'aval de la ligue. 
La NFL annonce que Brady a un délai de trois jours pour faire appel de sa sanction selon les modalités de la convention collective signée en 2011, et que l'équipe a jusqu'au 21 mai. L'agent de Tom Brady annonce que le joueur fera appel.

### Appel interne
Le 14 mai, la National Football League Players Association (NFLPA) fait appel de la suspension de Tom Brady. La NFL annonce que Roger Goodell, commissaire de la ligue, présiderait l'appel, malgré les objections de la NFLPA, qui souhaitait un arbitre neutre. Bien que le propriétaire des Patriots Robert Kraft juge que la punition excède largement des attentes raisonnables, la franchise décide de ne pas faire appel des sanctions infligées à l'équipe. 
Le 24 mai, les supporteurs des Patriots organisent une manifestation de soutien pour leur quarterback avec comme slogan « Free Brady ». 
Le 23 juin, Tom Brady soutient son appel devant Roger Goodell aux bureaux de la NFL à New York lors d'une audition de 10 heures. Le 28 juillet, Goodell annonce que la suspension de quatre matchs est maintenue pour Tom Brady, indiquant que la destruction du téléphone personnel de Brady était un élément clef du dossier. 
Au lendemain de cette annonce, Tom Brady publie un communiqué sur sa page Facebook : 

« Je suis extrêmement déçu de la décision de la NFL de maintenir la suspension de 4 matchs contre moi. Je n'ai rien fait de mal, et personne dans l'organisation des Patriots non plus. Malgré avoir consacré plusieurs heures à être auditionné lors des six derniers mois, il est décevant que le commissaire maintienne ma suspension sur le fait qu'il était « probable » que j'étais « globalement au courant » d'une erreur de conduite. Le fait est que ni moi, ni aucun employé lié aux équipements, n'ait fait ce dont nous sommes accusés. Je suis également en désaccord avec l'histoire racontée hier autour de mon téléphone portable. J'ai remplacé mon téléphone Samsung cassé avec un nouveau iPhone 6 APRÈS que mes avocats aient clairement dit à la NFL que mon téléphone actuel ne serait sujet à aucune enquête sous AUCUNE circonstance. En tant que membre du syndicat, je n'étais aucunement tenu de créer un précédent, dont je n'étais pas au courant au moment de l'enquête de M. Wells, que ne pas donner mon téléphone portable aux enquêteurs résulterait à une sanction disciplinaire. 
Plus important, je n'ai jamais écrit, envoyé par message ou par mail à personne et à aucun moment, quelque chose lié à la pression des ballons de football américain avant que le problème soit mis en lumière lors de la finale de conférence AFC en janvier. De suggérer que j'ai détruit un téléphone pour éviter de donner des informations demandées par la NFL est complètement faux. Pour compléter le rapport et coopérer complètement avec les enquêteurs après que j'eu été sanctionné en mai, nous avons revu des pages détaillées de rapports de communications téléphoniques et tous les mails que M. Wells a demandé. Nous avons même contacté l'opérateur téléphonique pour voir s'il y avait un moyen de retrouver quelques-uns/tous les messages de mon ancien téléphone. En bref, nous avons épuisé toutes les possibilités de donner à la NFL tout ce que nous pouvions et offert de passer au crible le contenu de tous les messages et appels pendant la période de l'affaire.
Il a écarté mes heures de témoignage et c'est décevant qu'il les ait trouvé peu fiable... Je ne permettrai pas qu'une sanction disciplinaire injuste devienne un précédent pour les autres joueurs NFL sans combattre,. »

La NFL dépose un dossier à la cour fédérale de Manhattan afin de confirmer la décision de Roger Goodell. Au lendemain de cette annonce, la NFLPA fait une injonction à Minnesota afin de porter l'affaire devant un juge,. Le 30 juillet, un juge du Minnesota la transfère à la cour du district sud de New York.

### Affaire judiciaire
Le 12 août, la  National Football League Players Association et Tom Brady rencontrent la NFL dans la cour du district sud de New York afin de discuter d'un potentiel accord pour mettre fin à l'affaire. Aucun accord n'est atteint lors de cette réunion et les deux parties sont renvoyées. Le 19 août, le juge demande les preuves qui lient Brady aux ballons dégonflés. L'avocat de la NFL, Daniel Nash, répond qu'il n'y a aucune preuve que Tom Brady soit véritablement au courant de cette affaire. Il est également rapporté que le juge Richard Berman souhaitait qu'un compromis soit trouvé et a poussé la NFL à trouver un arrangement, préférant éviter d'avoir à trancher dans cette affaire. Aucune des deux parties ne change de position cependant lors de la dernière réunion pour un compromis le 31 août. 
Le 3 septembre, le juge Berman annule la suspension de Tom Brady du fait du manque de preuves de l'implication de Brady dans le processus de dégonflage des ballons. La NFL annonce qu'elle fera appel de la décision. Le 26 octobre, la NFL fait appel de la décision du juge Berman avec un dossier de 61 pages. Goodell annonce que cet appel n'est pas personnel envers Brady mais qu'il est lié au pouvoir du commissionnaire négocié dans la convention collective de 2011.

## Couverture médiatique
Dans une saison marquée par plusieurs affaires de violence conjugale impliquant plusieurs joueurs,, la National Football League et son commissaire, déjà sous pression, sont touchés par le scandale des ballons dégonflés. À quelques jours du Super Bowl XLIX, les médias américains se ruent sur cette affaire. Les réseaux sociaux déchaînent les passions à chaque nouvel élément apporté par les journalistes de la ligue.
La couverture médiatique de l'affaire a été critiquée, par les journalistes eux-mêmes. La chaîne ESPN a d'abord indiqué, dans un article de l'expérimenté journaliste Chris Mortensen, que 11 des 12 ballons étaient significativement dégonflés, ce que les rapports ont ensuite démentis. Mortensen recevra plusieurs menaces de mort à la suite de cet article.
En juillet 2016, Bill Simmons et Michael Rapaport rejouent le procès dans l'émission Any Given Wednesday diffusée sur la chaîne HBO.

## Postérité
En amont de la saison 2015, le comité des règles de la NFL change les procédures d'inspection des 24 960 ballons de football américain utilisés chaque saison :

« Deux heures et 15 minutes avant le coup d'envoi, les deux équipes devront apporter 24 ballons (12 principaux et 12 en réserve) dans le vestiaire des officiels pour inspection. Deux officiels de la rencontre, désignés par l'arbitre, conduiront l'inspection et noteront les mesures en PSI de chaque ballon. Une représentation de la sécurité de la ligue observera le processus d'inspection. Les ballons principaux de chaque équipe seront numérotés de 1 à 12, et tout ballon ayant une pression entre 12.5 PSI et 13.5 PSI sera approuvé, et le niveau de pression ne sera pas altéré. Tout ballon dont la pression sera supérieure à 13.5 PSI ou inférieure à 12.5 PSI seront gonflés ou dégonflés pour atteindre le niveau de pression de 13.0 PSI. La même procédure sera alors suivie pour les ballons de réserve de chaque équipe. »

Au début de la saison 2016 de la NFL, Tom Brady purge sa suspension de quatre rencontres. Avec en remplaçants Jimmy Garoppolo puis Jacoby Brissett, les Patriots réussissent à remporter trois de ces quatre matchs, mettant Brady dans de bonnes conditions pour un retour contre une faible équipe des Browns de Cleveland en cinquième semaine de compétition. Pendant le temps de sa suspension, Brady n'a le droit à aucun contact avec un membre de l'organisation des Patriots, joueurs inclus, ni accès aux structures du club comme le centre d'entraînement. À la fin de sa suspension, Foot Locker diffuse une publicité avec Tom Brady en se moquant du Deflategate.
Le 4 décembre 2016, les Giants de New York prennent possession de deux ballons des Steelers de Pittsburgh après des pertes de balle. L'équipe new-yorkaise teste les ballons au bord du terrain et mesure des pressions de 11,4 et 11,8 PSI. La NFL refuse cependant de réaliser une enquête du fait que la procédure mise en place par la ligue a été suivie et qu'aucune plainte officielle n'a été formulée. 
Les Patriots remportent le Super Bowl LI et Brady est nommé meilleur joueur de la rencontre. Le commissionnaire de la ligue, Roger Goodell remet les trophées à Robert Kraft et Tom Brady, qu'il a sanctionné deux ans auparavant. Avant et après le Super Bowl LI, Brady gère avec brio les questions des journalistes sur le Deflategate afin d'éviter toute polémique supplémentaire.